# Mats Thorslund
Mats Thorslund, född 1945 i Stockholm, är en svensk professor i socialgerontologi vid Karolinska Institutet.

## Biografi
Thorslund tog en fil.kand. vid Stockholms universitet år 1968 och disputerade där 1975. Hans avhandling handlade om arbetsförmedlingens roll för olika grupper i samhället. Under åren 1974–1980 var han avdelningsdirektör på Statistiska Centralbyrån. År 1982 blev han docent i sociologi vid Stockholms universitet.
Under perioden 1980–1993 hade Mats Thorslund en forskartjänst vid Akademiska sjukhuset i Uppsala. År 1993 utnämndes han till professor i socialt arbete med särskild inriktning mot äldre människor vid Stockholms universitet och blev samtidigt forskningsledare vid Stockholms Äldrecentrum. Thorslund utnämndes den 1 juli 2003 till professor i socialgerontologi vid Karolinska Institutet.
Thorslund utsågs i juli 2020 till ledamot i Coronakommissionen.